# 10656 Albrecht
10656 Albrecht eller 2213 T-1 är en asteroid i huvudbältet som upptäcktes den 25 mars 1971 av den nederländsk-amerikanske astronomen Tom Gehrels och det nederländska astronomparet Ingrid van Houten-Groeneveld och Cornelis Johannes van Houten vid Palomarobservatoriet. Den är uppkallad efter den tyske astronomen Carl Theodor Albrecht.
Asteroiden har en diameter på ungefär 7 kilometer.